# Élevage des animaux à fourrure

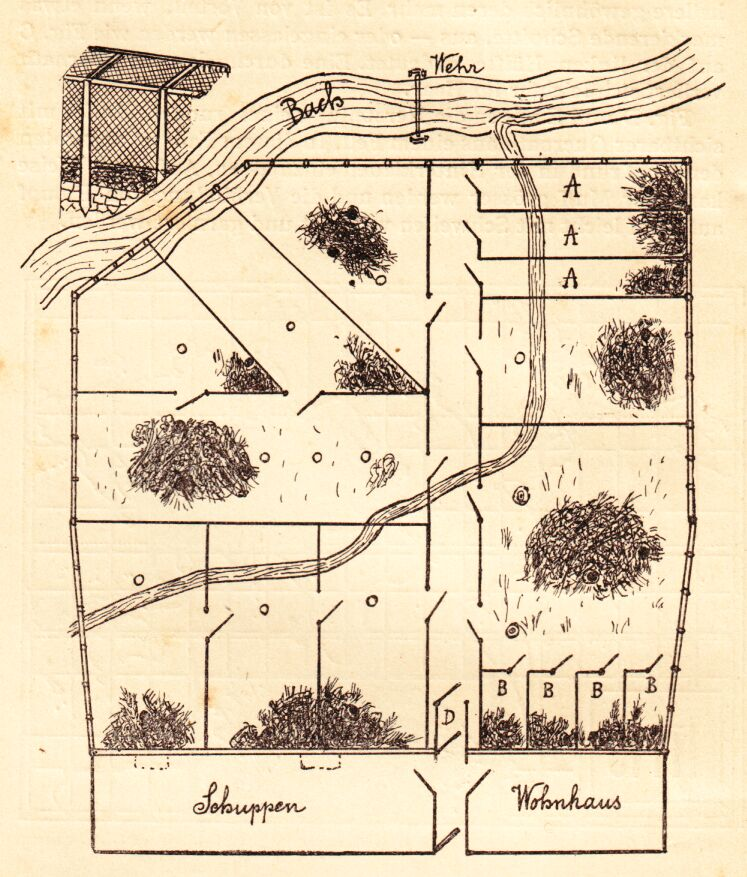
Plan d'un élevage de visons (vers 1908).

La plus grande partie de l'élevage des animaux à fourrure est faite en Europe. En 2002, il existait 6 000 élevages d'animaux à fourrure dans l'Union européenne,,. Celle-ci compte pour 63 % de la production globale de visons et 70 % de la production de renards. Le Danemark est le principal pays producteur de visons, avec environ 28 % de la production mondiale. Parmi les autres producteurs importants, on trouve la Chine, la Pologne (troisième rang mondial), les Pays-Bas, les Pays Baltes et les États-Unis. La Finlande est le premier exportateur de fourrures de renard à destination des États-Unis.

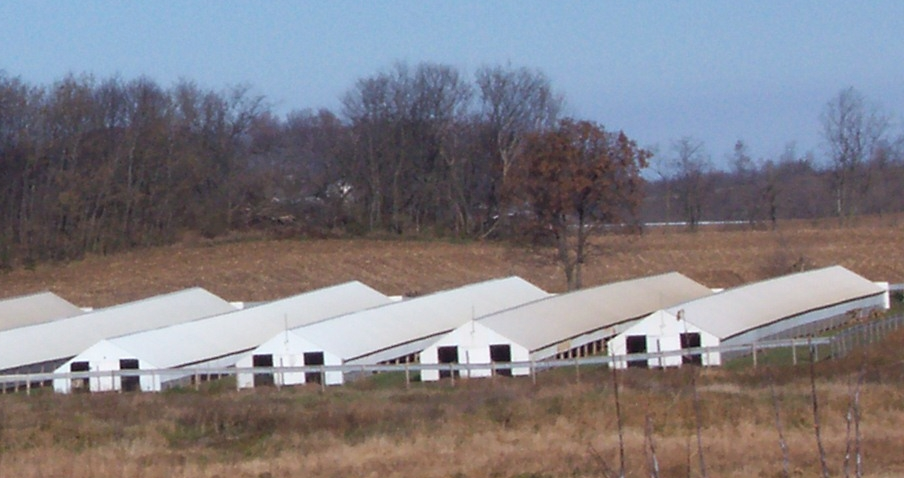
Un élevage de visons aux États-Unis (Wisconsin, 2007).

Les États-Unis sont également un important exportateur de fourrures. Leurs principaux marchés d'exportation sont la Chine, la Russie, le Canada et l'Union européenne. Les exportations vers l'Asie sont passées de 22 % des exportations totales en 1998 à 47 % en 2002. La Chine est le premier importateur de fourrures brutes au monde, et également le premier ré-exportateur de produits finis.
L'élevage d'animaux à fourrure est interdit en Autriche,, en Croatie (depuis le 1er janvier 2007, avec une période d'adaptation de 10 ans), et au Royaume-Uni,. En Suisse, les règlements de cet élevage sont très stricts, ce qui fait qu'il n'est pas pratiqué. D'autres pays interdisent cet élevage, ou seulement celui de certains animaux.
La demande de fourrure a chuté à la fin des années 1980 et durant les années 1990 en raison de nombreux facteurs, notamment l'échec des couturiers à proposer de nouvelles formes et les campagnes des défenseurs des droits des animaux. Depuis l'an 2000, cependant, les ventes mondiales ont atteint des niveaux records, alimentées par de nouvelles techniques de préparation des fourrures et l'augmentation du niveau de vie en Russie et en Chine. Cette demande accrue a conduit au développements de très grands élevages dans des pays comme la Pologne et la Chine.
Au cours de la pandémie de COVID-19 , la secteur s'est révélé très sensible à l'infection entre l'homme et les animaux, ce qui a suscité des craintes d'épidémies généralisées et de mutations dans les populations d'élevages observables dans de nombreux pays, qui pourraient à leur tour infecter l'homme avec différentes souches du coronavirus, le rendant potentiellement immunisé pour un vaccin COVID-19. Plusieurs milliers élevages à grandes échelles dans la plupart des pays de l'UE et Nord Américains ont été entièrement abattus depuis juin 2020, et en août 2020. Ce causa la chûte plusieurs grosses entreprises dans plusieurs domaines annexes à la fourrure.
L'élimination progressive de l'élevage d'animaux à fourrure a été accélérée du 1er janvier 2020 au 1er mars 2021. En juillet 2020, l'Espagne a abattu 100 000 bêtes. Le 6 novembre 2020, le Danemark a annoncé qu'il abattrait d'urgence l'ensemble de sa population de 17 millions de têtes afin d'empêcher la propagation d'une souche mutée de COVID-19, dont au moins cinq cas ont été découverts. Le 11 novembre, les Pays-Bas ont de nouveau avancé la date d'élimination progressive, en fixant désormais le 1er janvier 2021 comme date cible pour limiter le risque de mutation. La société Kopenhagen Fur (qui représente 40 % de la production mondiale de visons) a annoncé à la mi-novembre qu'elle cesserait progressivement ses activités d'ici 2 à 3 ans source, car les circonstances ont gravement compromis l'avenir du commerce mondial de la fourrure. En 2021, 11 millions d'animaux furent tués dans des fermes à fourrure.

## Histoire

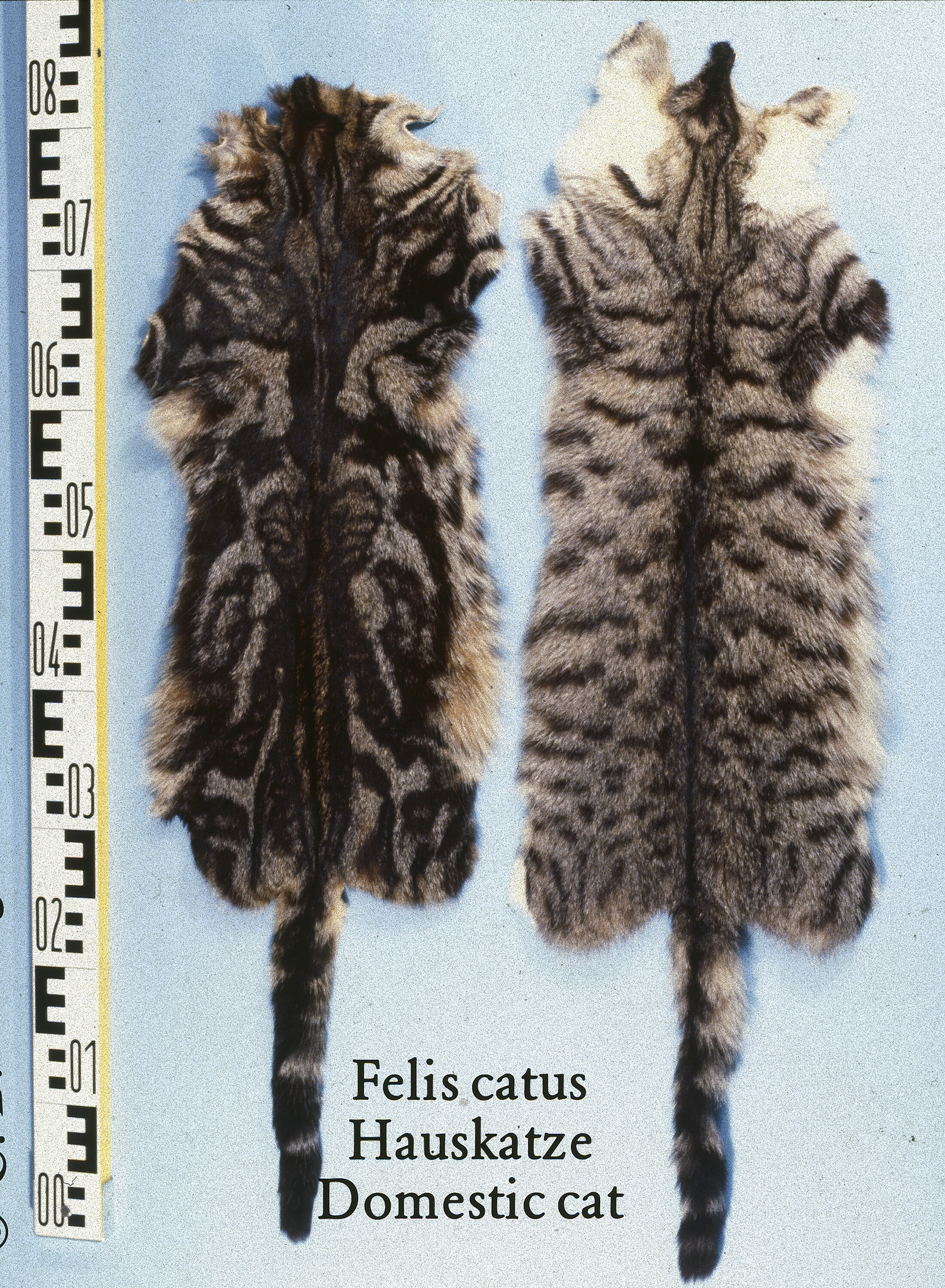
Peaux de chats.

Bien que l'usage de fourrures pour l'habillement durant les périodes froides remonte à l'âge de pierre, il se faisait au détriment des animaux sauvages. Avec la croissance des populations humaines, les fourrures, les cuirs et les peaux utilisées pour l'habillement ont commencé à venir d'animaux d'élevages comme les moutons (peaux de moutons), les lapins, les bovins, les porcs et les chèvres. La mention la plus ancienne d'élevage de visons en Amérique du Nord remonte aux années 1860. Les renards furent élevés pour la première fois pour leur fourrure en 1895 au Canada, sur l'Île-du-Prince-Édouard
Historiquement, le commerce de la fourrure avait joué un rôle économique important aux États-Unis. Les trappeurs avaient exploré une grande partie de l'Amérique du Nord, et la mode pour les chapeaux en peaux de castor avaient provoqué une intense compétition pour l'approvisionnement en matières premières. Mais dès le début du XXe siècle, les partisans des droits des animaux avaient commencé à critiquer les fabricants de fourrures et ceux qui les portaient, en raison de la cruauté du piégeage et de la disponibilité de produits de substitution comme les fibres synthétiques (faites à partir de dérivés du pétrole).
Aujourd'hui, 80 % des peaux utilisées par l'industrie de la fourrure proviennent d'animaux élevés en captivité, contre 20 % d'animaux capturés dans la nature. L'animal le plus élevé est le vison d'Amérique (50 millions par an), suivi par le renard (environ 4 millions par an). Le raton-laveur et le chinchilla sont aussi élevés pour leur fourrure. 64 % des élevages d'animaux à fourrure se trouvent en Europe du Nord, 11 % en Amérique du Nord et le reste est dispersé un peu partout dans le monde, dans des pays comme l'Argentine et la Russie
En septembre 2020, la Pologne, qui compte environ 550 élevages (5,2 millions d'animaux) et constitue le troisième producteur mondial avec un chiffre d'affaires atteignant les 1,6 milliard d'euros, voit sa chambre basse voter à 77 % l'interdiction de l'élevage des animaux à fourrure, une loi proposée par Jarosław Kaczyński, le dirigeant du parti conservateur Droit et justice (PiS).

## Espèces élevées

### Vison

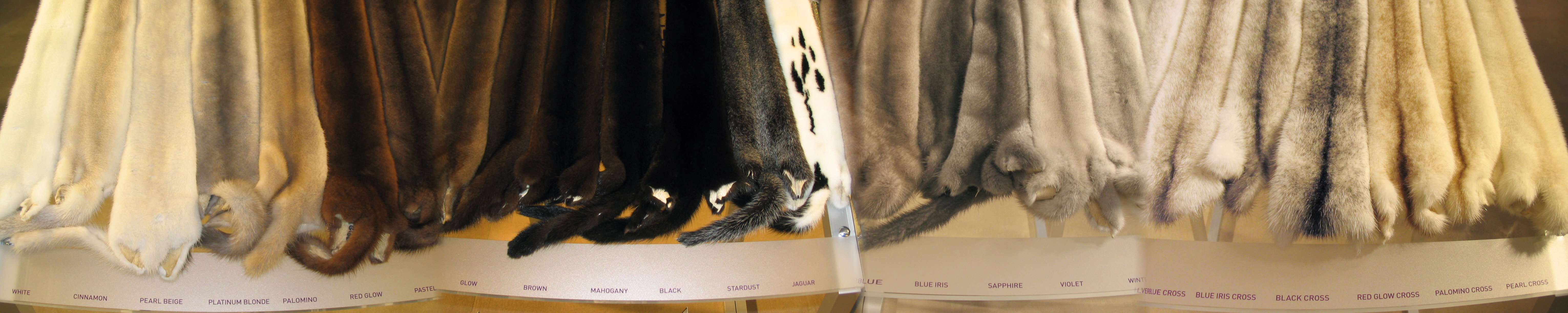
Nuances de fourrures de visons.

Le vison d'Amérique est élevé aux États-Unis depuis 130 ans. En 2010, ce pays se trouvait au cinquième rang mondial en termes de production, derrière le Danemark, la Chine, les Pays-Bas et la Pologne. Les visons se reproduisent une fois par an, en mars, et donnent naissance à trois ou quatre petits en mai. Les éleveurs vaccinent ceux-ci contre le botulisme, la maladie de Carré, l'entérite et, si besoin, contre la pneumonie. Les animaux sont tués en novembre et décembre. Les méthodes pour les euthanasier sont les mêmes que pour les autres animaux d'élevages. Elles sont exposées dans le rapport de l'American Veterinary Medical Association sur l'euthanasie, qui sert de ligne directrice pour les départements de l'agriculture des différents États, dont la juridiction couvre tous les élevages d'animaux domestiques, y compris les animaux à fourrure. Les meilleurs visons sont conservés d'une année sur l'autre pour la reproduction.
Le vison blanc, une variété d'Europe du Nord, a été introduit au Canada en 1968. La plus grande partie de la production de visons du pays se trouve en Nouvelle-Écosse, dont les 120 élevages ont produit en 2012 presque 150 millions de dollars (avec les renards) et représentaient un quart de la production agricole totale  de la province. La production du vison noir en particulier a cru de façon significative depuis 2000, les marchés émergents de Russie, de Chine et de Corée représentant le plus gros de cette nouvelle demande. Le vison noir a été élevé pour la première fois en Nouvelle-Écosse à la fin des années 1950 et a obtenu du succès comme couleur polyvalente. La plus grande partie de la production de la province est vendue en Chine, où elle est transformée en vêtements de luxe. Environ 1,4 million de peaux ont été produites en Nouvelle-Écosse en 2012.

### Chinchilla

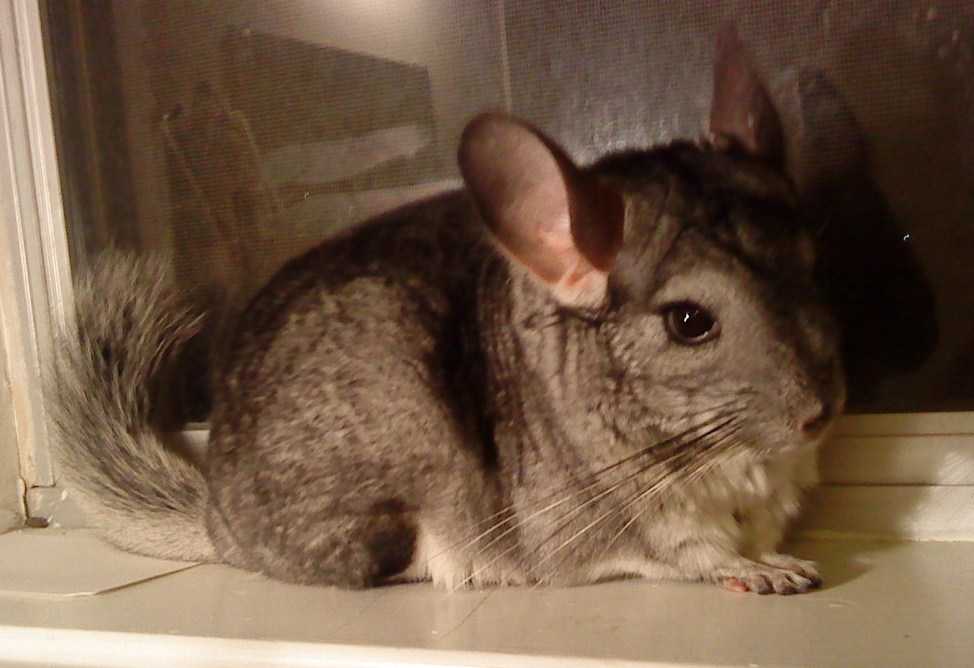
Une femelle chinchilla grise de 2 ans.

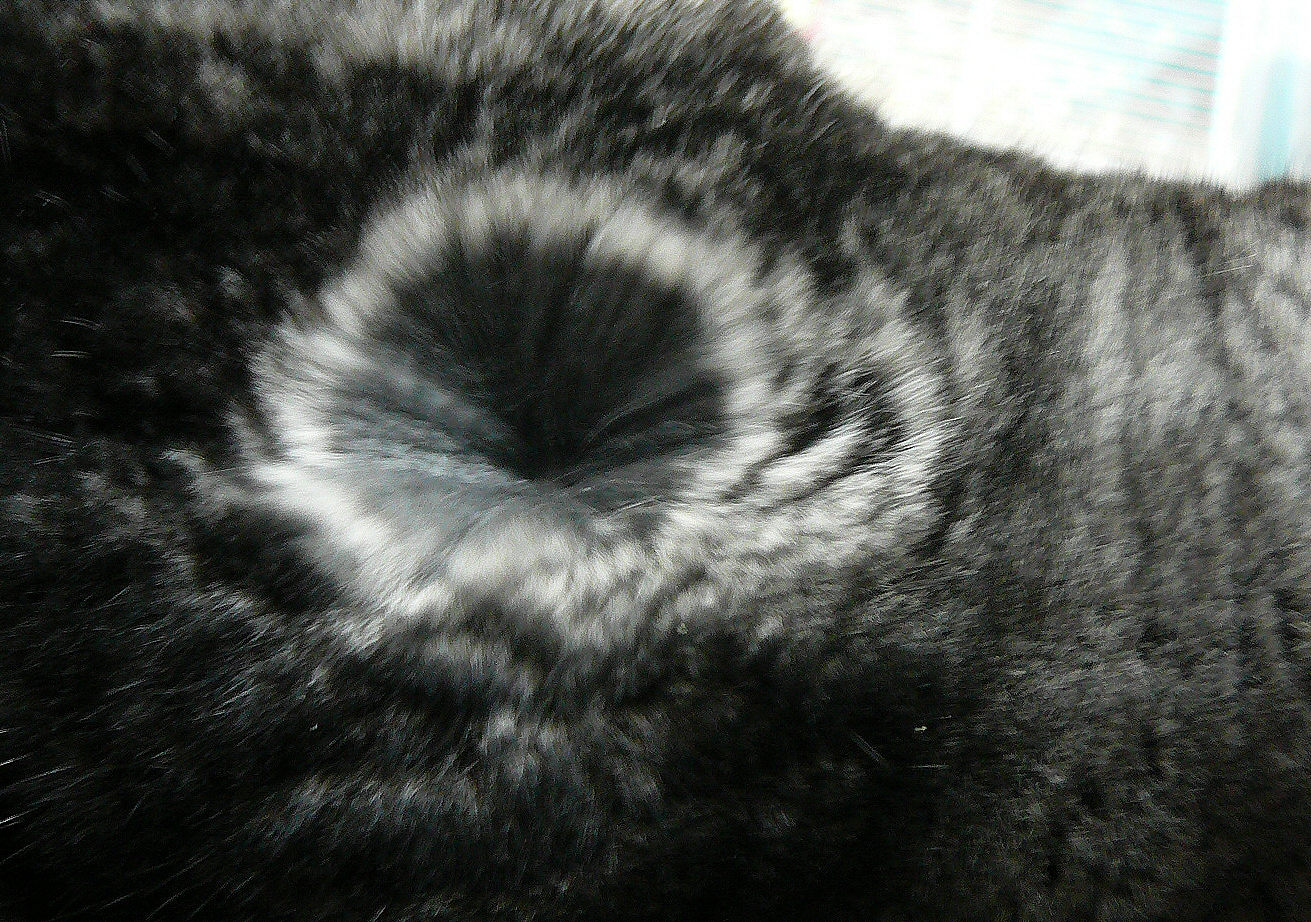
Fourrure de chinchilla.

Le commerce international de fourrures de chinchilla remonte au XVIe siècle. Cet animal tire son nom (signifiant littéralement « petit Chincha » du peuple Chincha des Andes, qui s'habillait déjà de sa fourrure douce et épaisse. Dès la fin du XIXe siècle, les chinchillas avaient commencé à se raréfier. En 1923, Mathias F. Chapman rapporta aux États-Unis onze spécimens sauvages qu'il avait capturé pour les élever. Seuls trois étaient femelles.
Empress Chinchilla est l'association des éleveurs de chinchillas domestiques, dont la plupart se trouvent aux États-Unis, notamment en Californie. Elle gère un programme de certification pour les éleveurs.

### Renard

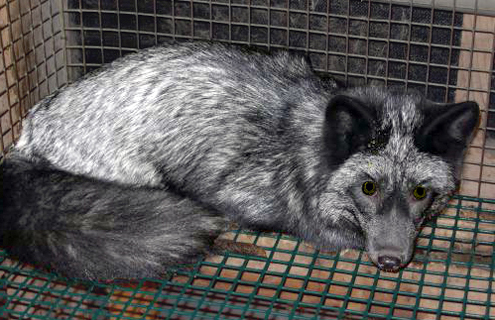
Renard roux en cage (variante renard argenté).

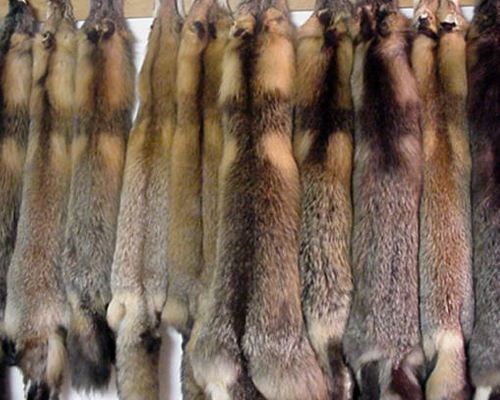
Peaux de « renards croisés ». La croix barrant les épaules est un caractère commun chez le renard roux.

La Finlande est le premier producteur mondial de peaux de renards. Aux États-Unis, une dizaine d'États produisent environ 10 000 peaux. Le Canada en produit dix ou quinze fois plus.

### Chat et chien
Les États-Unis ont interdit l'importation, l'exportation et la vente de produits en fourrure de chat ou de chien en 2000. L'Italie, la France, le Danemark, la Grèce, la Belgique et l'Australie interdisent l'importation de fourrure de chat ou de chien domestique, mais leur vente est encore semi-légale, et des produits en fourrure de chat sauvage peuvent parfois être trouvés dans des régions reculées. L'Union européenne a interdit les importations à partir du 1er janvier 2009. Quelques produits en fourrure de chat ou de chien peuvent cependant être mal étiquetés.

### Lapin

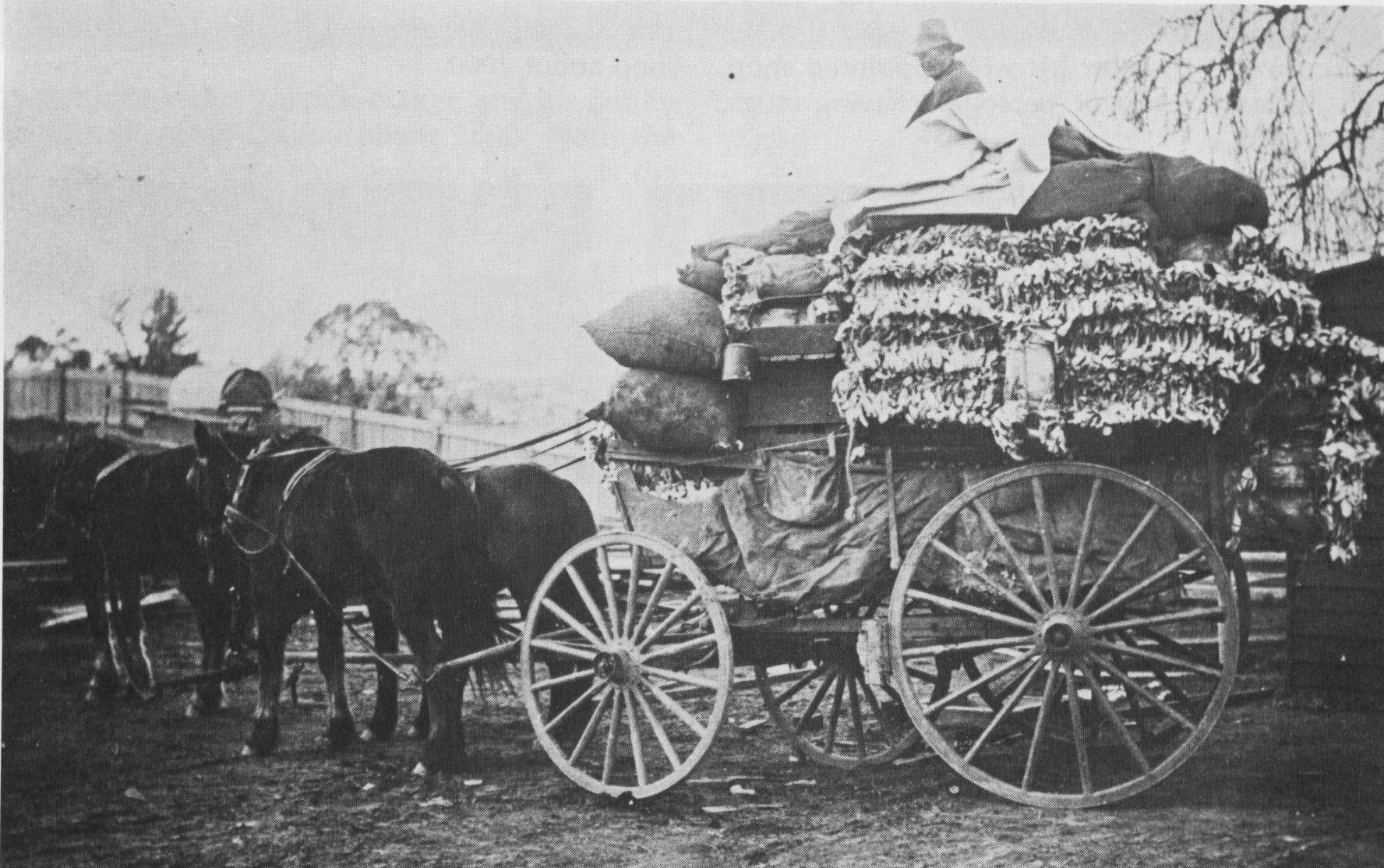
Un chargement de peaux de lapins en Australie vers 1905.

La principale variété de lapin élevé pour sa fourrure est le Rex (Castor Rex et Chinchilla Rex). Les reproducteurs sont habituellement gardés jusqu'à 3 ans, et donnent deux portées par an. Les lapereaux sont séparés de leur mère à quatre semaines et transférées dans une nurserie. Ils ne voient leur mère qu'au moment de se nourrir. Quand ils atteignent 7 ou 8 semaines, ils sont installés dans des cages individuelles, où ils restent environ 6 ou 7 mois. Ils sont tués lorsqu'ils ont adopté leur pelage d'hiver.
Les cages sont en grillage métallique et ont une surface équivalente à celle de deux boîtes à chaussures. Le taux de mortalité des lapins Rex en cage est d'environ 10 à 15 %, principalement de maladies respiratoires.
Une autre variété, l'Orylag, n'est élevée qu'en France, à la fois pour sa chair et pour sa fourrure. Ils sont tués à environ 20 semaines.  C'est une création de l'Institut national de la recherche agronomique (INRA). Le taux de mortalité des Orylag en cage est d'environ 25 à 30 %, principalement de maladies respiratoires. Les fractures et les lésions traumatiques sont fréquentes pendant le transport des lapins vers les abattoirs. Un petit pourcentage meurt aussi pendant le trajet, souvent parce qu'ils sont trop serrés dans un espace mal ventilé.

## Sous-produits
Les élevages essaient de valoriser les carcasses de leurs animaux autant que possible. Elle est rarement consommée par les humains, mais se retrouve dans différents produits comme les aliments pour animaux, le compost, les engrais, la peinture et même les pneus. Elle nourrit parfois les animaux des zoos et des aquariums ou finit comme appât pour les crabes. Les excréments des visons servent d'engrais organique et leur graisse est transformée en huile pour fabriquer du savon, des crèmes pour le visage, des cosmétiques et des produits pour le cuir.

## Controverses
Les opposants à la fourrure affirment que les méthodes utilisées dans les élevages visent à maximiser les profits au détriment du bien-être des animaux qui la produisent,,.
Comme dans d'autres types d'élevage, les conditions de vie des animaux varient. Selon l'association People for the Ethical Treatment of Animals (PETA), la plupart des éleveurs enferment les animaux dans de petites cages qui les empêchent de faire plus que quelques pas en avant et en arrière. PETA affirme que les renards  et les autres animaux souffrent également et peuvent même s'entredévorer en réaction à leur enfermement surpeuplé.
Dans d'autres cas, comme avec la législation sur le bien-être animal en Italie, les animaux doivent « bénéficier d'un environnement enrichi où ils puissent grimper à des branches, creuser des trous, utiliser un abri de 50 × 50 cm et disposer d'un bassin d'au moins 2 × 2 mètres et de 50 cm de profondeur pour nager. » Les éleveurs font remarquer que 50 ans plus tôt, les animaux étaient gardés dans de vastes enclos extérieurs, avec des bassins. Ces élevages avaient d'importants taux de maladies parmi les animaux et n'étaient pas pratiques. Ils affirment que les animaux élevés aujourd'hui ne connaissent que la vie dans les élevages et ont été domestiqués par des centaines d'années de sélection par croisements.
Les méthodes utilisées pour tuer les animaux dans les élevages et dans la nature varient selon l'espèce. Pour le vison d'élevage, l'American Veterinary Medical Association étudie les meilleures méthodes et publie un rapport sur le sujet tous les 7 ou 10 ans. Ce rapport sert de ligne directrice pour les départements de l'agriculture des différents États, dont la juridiction couvre tous les élevages, y compris ceux de visons. Pour ceux qui récoltent des fourrures d'animaux sauvages, les biologistes et des responsables de la vie sauvage définissent les saisons de chasse, les méthodes utilisables et le nombre d'animaux à tuer.
Dans certains abattoirs à fourrure, les animaux sont dépecés vivants par manque de temps, l'argent primant sur le bien être animal. 

### Royaume-Uni
Confrontés à des manifestations presque quotidiennes, les éleveurs britanniques de visons ont accepté en 2000 de cesser leur activité en Angleterre et pays de Galles en échange d'une compensation. En seconde lecture, cette interdiction a été principalement justifiée par la morale publique, étant donné qu'il n'y avait pas de preuve pour l'interdire pour des raisons humanitaires. À cette époque, il y avait onze élevages au Royaume-Uni, produisant environ 100 000 peaux par an. Le dernier élevage d'Écosse avait fermé en 1993, mais l'élevage des animaux à fourrure y a néanmoins été interdit par le Parlement écossais en 2002. L'élevage des lapins et des moutons pour leurs peaux reste légal, bien que les défenseurs des droits des animaux fassent aussi campagne pour l'interdire.

### Autriche
En Autriche, six des neuf États fédéraux ont interdit l'élevage des animaux à fourrure et dans les trois autres il existe une réglementation tellement stricte, notamment sur la mise à disposition d'eaux de baignade, que l'élevage n'y est plus économiquement viable.

### Irlande
En Irlande, il existe actuellement cinq élevages d'animaux à fourrure. Ces élevages produisent des peaux de visons (celles qui produisaient des peaux de renards ont cessé cette activité, qui n'est plus rentable). En 2006, environ 170 000 visons et 300 renards ont été tués en Irlande. Leurs fourrures sont exportées vers d'autres états de l'Union européenne ou des pays d'Asie et d'Amérique du Nord.
En Irlande, les élevages dépendent du Département de l'Agriculture et doivent respecter les standards de bien-être animal nationaux et européens. En octobre 2009, il y a eu un débat politique au sujet de l'interdiction de l'élevage des animaux à fourrure. Les associations de défense du bien-être animal ont soutenu cette proposition, bien que des craintes se soient exprimées concernant l'impact d'une telle mesure sur les communautés rurales, où les autres activités sont rares. À cette date, la contribution de l'élevage des animaux à fourrure à l'économie irlandaise était d'environ 3,1 millions d'euros par an[réf. souhaitée].

### Pays-Bas
L'élevage des chinchillas et des renards pour leur fourrure est interdit. Une loi adoptée à la fin 2012 prévoyait l'interdiction de l'élevage des visons à partir de 2024, mais son entrée en vigueur a été avancée au 21 mars 2021 en raison de l'infection de 41 élevages au SARS-CoV-2 durant la pandémie de Covid-19.

### Chine
L'Administration nationale des forêts a mis sur pieds une formation pour les éleveurs. Un projet de loi a été présenté en septembre 2009 pour régler la question de la cruauté envers les animaux en Chine. Si elle est adoptée, cette loi règlementera l'élevage des animaux, leur transport et la manière dont ils sont tués.
En 2005, le groupe de défense des droits des animaux The Swiss Animal Protection a accusé des entreprises chinoises d'écorcher des animaux encore vivants, notamment des chiens viverrins, et a produit une vidéo sur le sujet. La Commission chinoise des fourrures et l'Association chinoise des industriels du cuir ont contesté l'authenticité de cette vidéo, en déclarant : « Les images montrant des animaux écorchés vifs sont évidemment trafiquées. Personne doué de sens commun ne choisirait une telle méthode d'exécution pour obtenir de la fourrure. » Le gouvernement du Xian de Suning, dans le Hebei, a également publié un communiqué soulignant la règlementation pour le bien-être animal appliquée dans ses élevages et qualifiant la prétendue pratique d'écorcher les animaux vivants « inimaginable ».

### Finlande

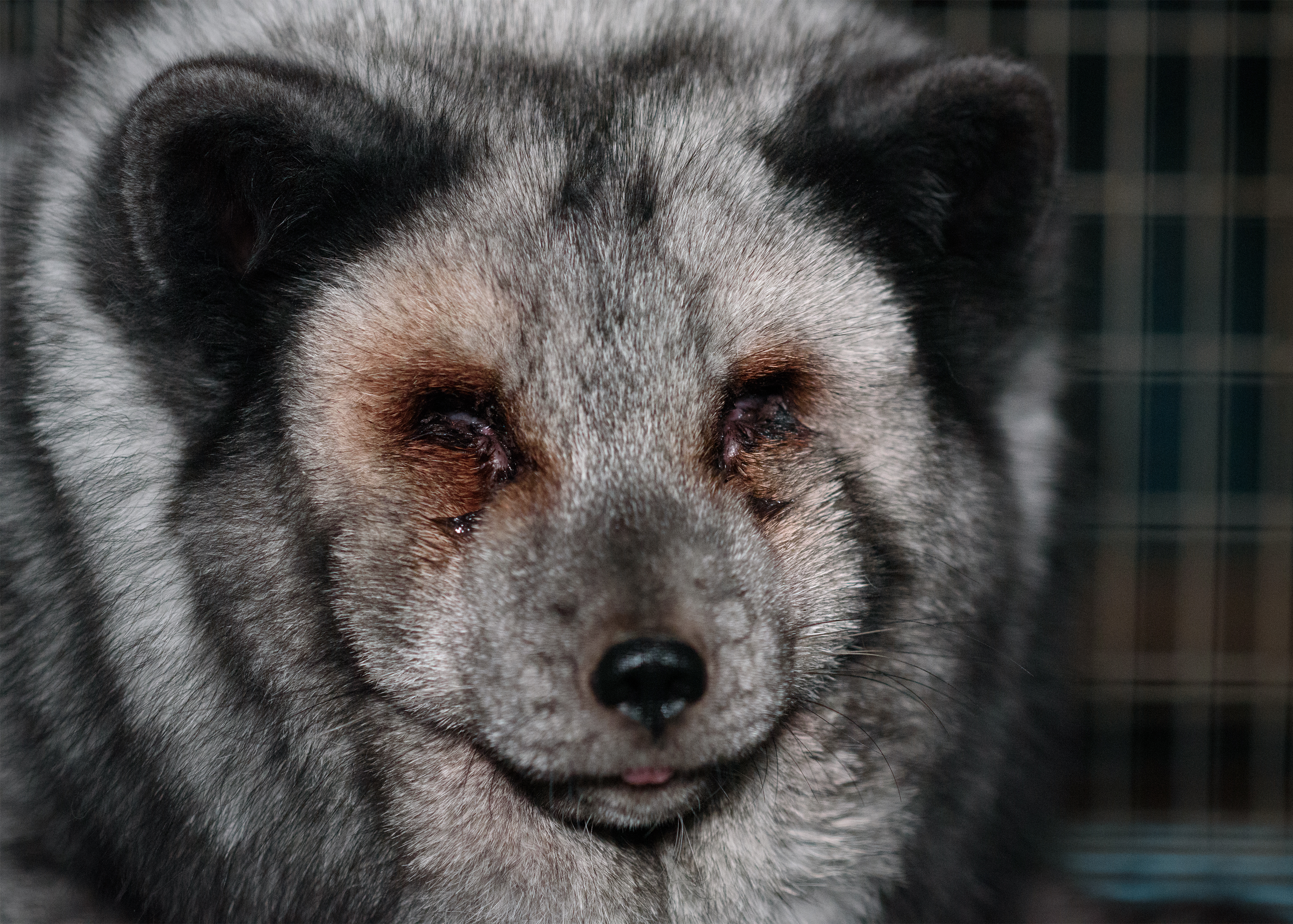
2018

Les citoyens finlandais possèdent un droit d'initiative populaire auprès du parlement depuis 2012. La première initiative citoyenne à obtenir assez de signatures a été pour l'interdiction de l'élevage des animaux à fourrure. Environ 70 000 finlandais l'ont signée durant la période légale en 2013. Entre 400 et 500 personnes ont demandé aux parlementaires d'approuver cette initiative citoyenne lors d'une marche vers le palais de la Diète nationale le 18 juin. Selon l'expert MSc Sesse Koivisto (épouse d'Ilkka Koivisto, l'ancien directeur du zoo de Korkeasaari), en 2010 l'élevage des animaux à fourrure ne leur garantissait pas des conditions de vie acceptables. Pour stopper leurs souffrances, elle a demandé dans le journal Helsingin Sanomat d'interdire cet élevage, comme d'autres pays l'avaient fait. La Diète nationale de Finlande a rejeté cette première initiative citoyenne le 19 juin 2013. Elle a cependant été soumise au parlement pour un vote public,.

### Vidéos
- (en) Fur Farming in Europe - EFBA (European Fur Breeders Association)
- (en) Chinchilla Farm Video - PETA